# سیپروفول
سیپروفول (انگلیسی: Ciprofol) یک مشتق جدید پروپوفول است که برای القای داخل وریدی بیهوشی عمومی استفاده میشود. سیپروفول یک آگونیست کوتاه اثر و بسیار انتخابی اسید γ-آمینو بوتیریک، ۴ تا ۶ برابر قوی تر از سایر مشتقات فنول مانند پروپوفول یا فوس‌پروپوفول است.